# Hyalolepidozia bicuspidata
Hyalolepidozia bicuspidata är en bladmossart som först beskrevs av Caro Benigno Massalongo, och fick sitt nu gällande namn av Sigfrid Wilhelm Arnell och Riclef Grolle. Hyalolepidozia bicuspidata ingår i släktet Hyalolepidozia och familjen Lepidoziaceae. Inga underarter finns listade i Catalogue of Life.